# Гендерсонвілл (Теннессі)
Гендерсонвілл (англ. Hendersonville) — місто (англ. city) в США, в окрузі Самнер штату Теннессі. Населення — 61 753 особи (2020).

## Географія
Гендерсонвілл розташований за координатами 36°18′26″ пн. ш. 86°35′56″ зх. д. / 36.30722° пн. ш. 86.59889° зх. д. (36.307294, -86.598891).  За даними Бюро перепису населення США в 2010 році місто мало площу 95,66 км², з яких 81,25 км² — суходіл та 14,41 км² — водойми.

### Клімат
| Клімат : Гендерсонвілл  | Клімат : Гендерсонвілл | Клімат : Гендерсонвілл | Клімат : Гендерсонвілл | Клімат : Гендерсонвілл | Клімат : Гендерсонвілл | Клімат : Гендерсонвілл | Клімат : Гендерсонвілл | Клімат : Гендерсонвілл | Клімат : Гендерсонвілл | Клімат : Гендерсонвілл | Клімат : Гендерсонвілл | Клімат : Гендерсонвілл | Клімат : Гендерсонвілл |
| Показник                | Січ.                   | Лют.                   | Бер.                   | Квіт.                  | Трав.                  | Черв.                  | Лип.                   | Серп.                  | Вер.                   | Жовт.                  | Лист.                  | Груд.                  | Рік                    |
| Абсолютний максимум, °C | 25,6                   | 28,9                   | 31,7                   | 32,8                   | 35,6                   | 41,1                   | 41,7                   | 41,1                   | 40,6                   | 34,4                   | 29,4                   | 26,1                   | 41,7                   |
| Середній максимум, °C   | 7,8                    | 11,1                   | 16,1                   | 21,1                   | 25,0                   | 29,4                   | 31,7                   | 31,1                   | 27,8                   | 21,7                   | 15,0                   | 9,4                    | 20,6                   |
| Середній мінімум, °C    | −2,2                   | −0,6                   | 3,9                    | 8,3                    | 13,9                   | 18,3                   | 21,1                   | 20,0                   | 16,1                   | 9,4                    | 4,4                    | 0,0                    | 9,4                    |
| Абсолютний мінімум, °C  | −27,2                  | −25                    | −16,7                  | −5                     | 1,1                    | 5,6                    | 10,6                   | 8,3                    | 2,2                    | −3,3                   | −18,3                  | −23,3                  | −27,2                  |
| Норма опадів, мм        | 101                    | 94                     | 124                    | 100                    | 129                    | 104                    | 96                     | 83                     | 91                     | 73                     | 113                    | 115                    | 1223                   |
| ----------------------- | ---------------------- | ---------------------- | ---------------------- | ---------------------- | ---------------------- | ---------------------- | ---------------------- | ---------------------- | ---------------------- | ---------------------- | ---------------------- | ---------------------- | ---------------------- |
| Джерело:                |                        |                        |                        |                        |                        |                        |                        |                        |                        |                        |                        |                        |                        |

## Демографія
Згідно з переписом 2010 року, у місті мешкали 51 372 особи в 20 111 домогосподарстві у складі 14 239 родин. Густота населення становила 537 осіб/км².  Було 21543 помешкання (225/км²).
Расовий склад населення:
| - 88,6 % — білих - 6,3 % — чорних або афроамериканців - 1,6 % — азіатів - 0,3 % — корінних американців - 0,1 % — вихідців з тихоокеанських островів - 1,2 % — осіб інших рас |

До двох чи більше рас належало 1,9 %. Частка іспаномовних становила 3,6 % від усіх жителів.
За віковим діапазоном населення розподілялося таким чином: 25,8 % — особи молодші 18 років, 61,4 % — особи у віці 18—64 років, 12,8 % — особи у віці 65 років та старші. Медіана віку мешканця становила 38,5 року. На 100 осіб жіночої статі у місті припадало 93,4 чоловіків;  на 100 жінок у віці від 18 років та старших — 90,4 чоловіків також старших 18 років.
Середній дохід на одне домашнє господарство  становив 84 617 доларів США (медіана — 61 786), а середній дохід на одну сім'ю — 100 335 доларів (медіана — 74 316). Медіана доходів становила 54 504 долари для чоловіків та 37 296 доларів для жінок. За межею бідності перебувало 6,6 % осіб, у тому числі 8,0 % дітей у віці до 18 років та 4,5 % осіб у віці 65 років та старших.
Цивільне працевлаштоване населення становило 28 194 особи. Основні галузі зайнятості: освіта, охорона здоров'я та соціальна допомога — 21,0 %, роздрібна торгівля — 13,0 %, науковці, спеціалісти, менеджери — 12,1 %.